# Jor-El
Jor-El, conegut originalment com Jor-L, és un personatge que apareix als còmics estatunidencs publicats per DC Comics. Creat per l'escriptor Jerry Siegel i l'artista Joe Shuster, Jor-El va aparèixer per primera vegada en una tira còmica d'un diari el 1939 amb Superman. Fou el pare biològic de Kal-El, en el món de ficció de Kriptó. Jor-El envià el seu fill a la Terra per salvar-lo de la destrucció del seu propi planeta. Kal-El en fer-se gran esdevindria Superman.
A la pel·lícula Superman i Superman II és interpretat per Marlon Brando, i imatges d'arxiu retallades de les pel·lícules anteriors es van utilitzar a Superman: El retorn de 2006 en una repetició del paper. El personatge va ser interpretat després per Russell Crowe a Man of Steel, Angus Macfadyen a la sèrie de televisió Superman & Lois i a Smallville hi va posar veu Terence Stamp i el van interpretar Tom Welling (temporada 3) i Julian Sands (temporada 9).